# ألان كونتز
ألان كونتز هو لاعب هوكي الجليد كندي، ولد في 4 يونيو 1919 في تورونتو في كندا، وتوفي في 7 مارس 1987.

## وصلات خارجية
- ألان كونتز على موقع دوري الهوكي الوطني (الإنجليزية)
- ألان كونتز على موقع EliteProspects.com (الإنجليزية)
- ألان كونتز على موقع HockeyDB.com (الإنجليزية)
- ألان كونتز على موقع Hockey-Reference.com (الإنجليزية)